# Nova Campina
Nova Campina este un oraș în São Paulo (SP), Brazilia.